# Heterostachys
Heterostachys là chi thực vật có hoa trong họ Amaranthaceae.